# İlhan Parlak
İlhan Parlak (ur. 19 stycznia 1987, Kayseri, Turcja) – piłkarz grający na pozycji napastnika, zawodnik młodzieżowej reprezentacji Turcji w piłce nożnej. Król strzelców Mistrzostw Europy U-19 rozgrywanych na boiskach Wielkopolski (razem z Alberto Bueno), zdobywca 5 bramek w zaledwie 3 meczach.